# Hunucmá
Hunucmá é um município do estado do Iucatã, no México. A população do município calculada no censo 2005 era de 28.100 habitantes.